# Black Dog
Black Dog är en rocklåt skriven av John Paul Jones, Jimmy Page och Robert Plant, framförd av Led Zeppelin på albumet Led Zeppelin IV släppt 1971. Låten inleder albumet, och det första man hör är Jimmy Page som värmer upp sin gitarr, han själv kallar partiet "waking up the army of guitars". Sedan drar låten igång med Robert Plants sång och en lite ovanlig start-stopp-struktur som låter Plant sjunga mycket utan musik.
Låtnamnet har inget med texten att göra. Låten döptes efter en svart hund som strök omkring kring inspelningsstudion vid tidpunkten då låten komponerades, black dog är en typ av spöke i engelsk folklore.
Black Dog nådde singellistan Billboard Hot 100-listans #15 i USA när den släpptes. Den utgavs även som singel i Europa, utom i hemlandet Storbritannien där den likt flera av gruppens kända låtar förblev ett albumspår.
Låten återfinns på plats 300 i magasinet Rolling Stones lista The 500 Greatest Songs of All Time.

## Listplaceringar
| Lista (1971-1972) | Position                              |
| ----------------- | ------------------------------------- |
| Australien        | 9 (Go Set)                            |
| Frankrike         | 18                                    |
| Kanada            | 11 (RPM)                              |
| Nederländerna     | 20                                    |
| Nya Zeeland       | 10 (NZ Listner)                       |
| Schweiz           | 6                                     |
| Sverige           | - (Testad på Tio i topp, ej inröstad) |
| USA               | 15 (Billboard Hot 100)                |
| Västtyskland      | 22                                    |